# Стефан Стубелевич
Стефан Стубелевич (нар. 2 листопада 1762 — пом. 17 квітня 1814) — фізик та винахідник електрофорезу, написав низку наукових праць та підручників. Член гальванічного та академічного товариств у Парижі, аграрно–економічного у Варшаві. 

## Життєпис
Стефан Стубелевич народився 2 листопада 1762 року в м. Володимирі у збіднілій родині української шляхти. Закінчив Володимирський базиліанський колегіум у 1770 році та Віленський університет. Стажувався у Сорбонні з 1802 по 1804 рік, підвищував освіту в Австрії та Німеччині. 
У 1797 року почав досліджувати проблему вивчення впливу електричного струму на живі організми та використання його для лікування людей. Сам конструює потрібні прилади і навіть проводить досліди впливу дозованого струму на собі. Результати цих важливих досліджень залишились у вигляді рукопису 1787 році у Вільнюському університеті. Після чотирьох років навчання в університеті та виконаних за цей час наукових досліджень Стефану Стубелевичу присуджено звання доктора філософії за 1801 рік. 
Згодом працював викладачем, з 1807 року віце-професором кафедри фізики Вільненського університету. Паралельно продовжував займатися науково–дослідницькою діяльністю. Стубелевич проводив досліди з магнетизму, електростатики, оптики, механіки. Написаний ним підручник з фізики «Коротке зібрання начал фізики, складене Стефаном Стубелевичем, професором Імператорського Вільнюського університету, членом декількох
наукових товариств, Вільнюс, 1816 р.» та праця «Вплив електрики на стан живих істот», були видані вже після його смерті.
У щоденниках Стубелевич фіксував результати експериментів. Саме його нотатки дали змогу фахівцям підтвердити, що волинянин винайшов метод електрофорезу раніше за російського вченого на шість років. 
Науковець написав книги з фізики, а також був почесним членом кількох академій. Здобутки українця оцінили у королівському науковому навчальному закладі в Гетинді, Паризькому гальванічного та академічного товариств та аграрно-економічного у Варшаві. На його честь названо невелику вулицю у Володимирі, де він й народився.
Помер Стефан Стубелевич 17 квітня 1814 року.

## Вшанування пам'яті
У Володимирі іменем Стефана Стубелевича названо вулицю.